# Courcelles-en-Bassée
Courcelles-en-Bassée [kuʁsɛl ɑ̃ bɑse] ist ein Dorf und eine Gemeinde mit 214 Einwohnern (Stand 1. Januar 2022) im französischen Département Seine-et-Marne in der Region Île-de-France. Der Ort befindet sich 28 Kilometer nordöstlich von Provins an der Departementsstraße D 29. Courcelles-en-Bassée gehört zum Gemeindeverband Pays de Montereau.

## Sehenswürdigkeiten
- Kirche Saint-Martin, erbaut im 18. Jahrhundert

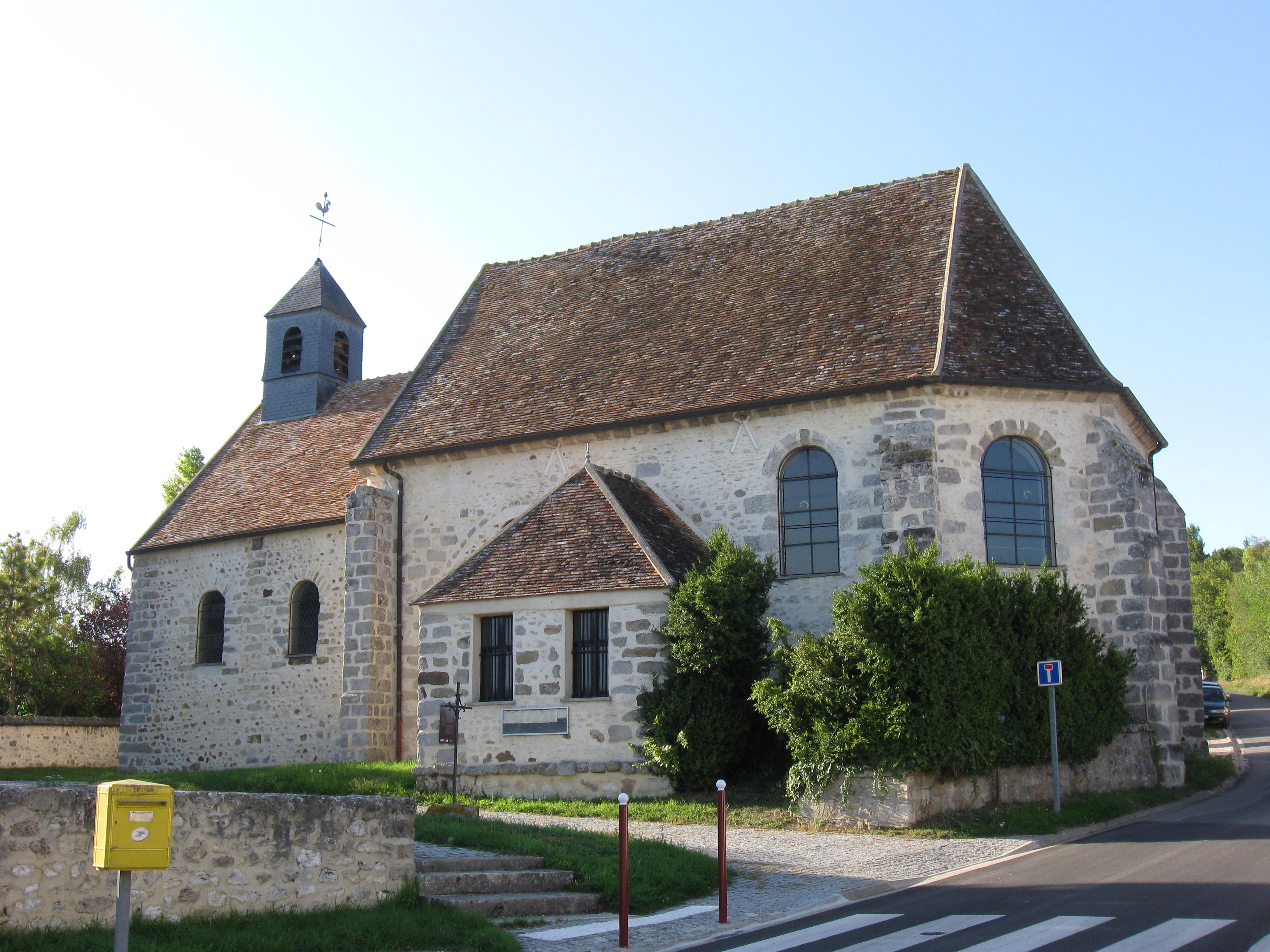
Kirche Saint-Martin